# Gemmingensches Amtshaus (Widdern)

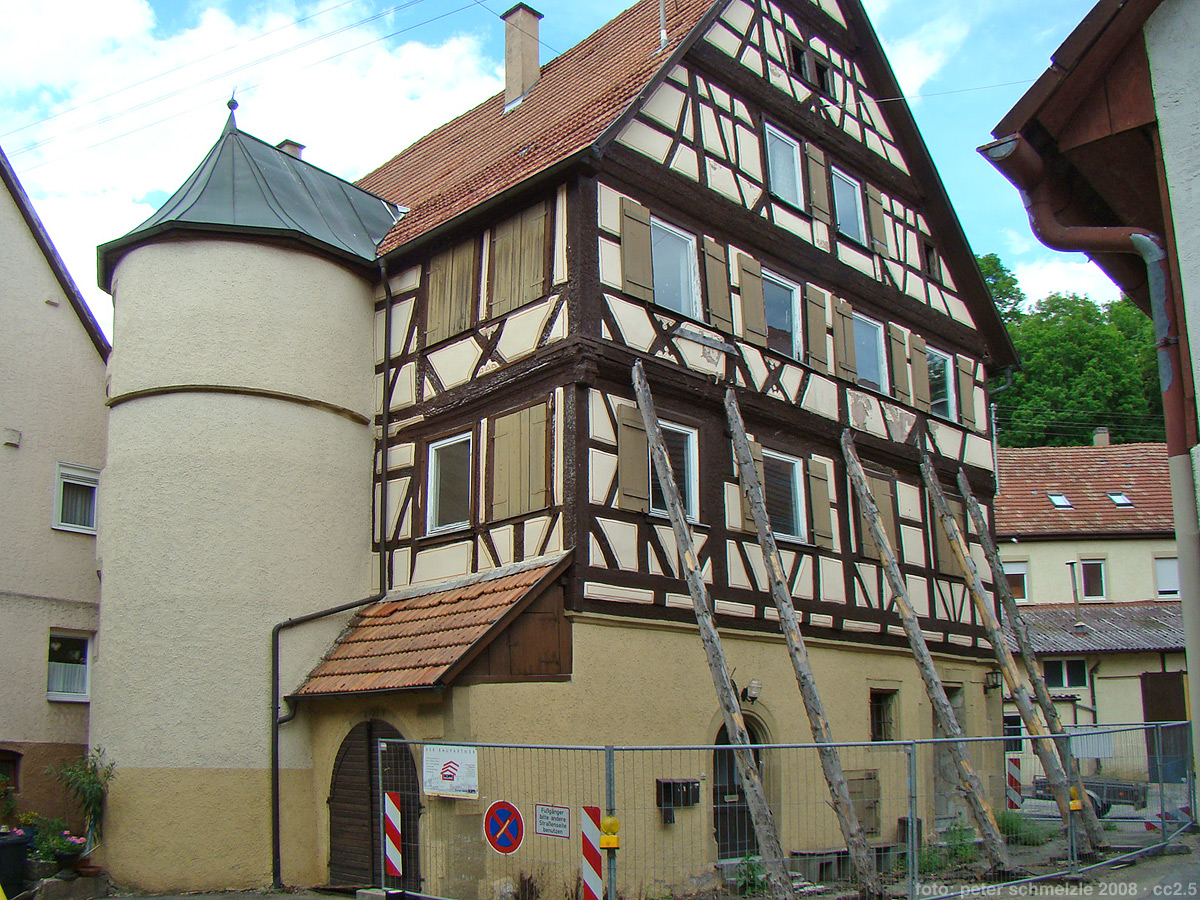
Gemmingensches Amtshaus in Widdern

Das Gemmingensche Amtshaus ist ein ehemaliges Amtshaus der Freiherren von Gemmingen in Widdern im Landkreis Heilbronn. Das Gebäude ist ein geschütztes Kulturdenkmal gemäß § 28 des Denkmalschutzgesetzes Baden-Württemberg.

## Geschichte
Das Gebäude wurde 1584, nur zehn Jahre nach dem Bau des benachbarten Gemmingenschen Schlosses, erbaut. Die Freiherren von Gemmingen besaßen seit dem 15. Jahrhundert Ganerbenanteile in Widdern. Die Linie Bürg-Presteneck der Freiherren von Gemmingen, der der Besitz in Widdern gehörte, starb 1841 im Mannesstamm aus, ihr Besitz fiel an Sigmund von Gemmingen-Hornberg zu Treschklingen und dessen Söhne. Die Erben haben den Besitz in Widdern bald verkauft. Das Amtshaus kaufte 1846 die Gemeinde und richtete es als Lehrerwohnung ein. Zu den bekannten Bewohnern gehört der Schulmeister Ludwig Jehle, der in Widdern von 1939 bis 1947 die Volksschule leitete.

## Beschreibung
Das Amtshaus ist ein zweigeschossiger Fachwerkbau mit massivem Sockelgeschoss, vorkragenden Geschossen und einem über zwei weitere Stockwerke reichenden Satteldach. An die westliche Traufseite angebaut ist ein runder Treppenturm. Das steinerne Torgewände des daneben befindlichen Kellerhalses ist bezeichnet 1584. Der Keilstein des Türgewändes im Erdgeschoss zeigt das gemmingensche Wappen und die Bezeichnung 1842.